# Jean-Claude Pasty
Jean-Claude Pasty (ur. 15 czerwca 1937 w Luçon, zm. 21 lutego 2013 w Paryżu) – francuski polityk, urzędnik państwowy i samorządowiec, parlamentarzysta krajowy, poseł do Parlamentu Europejskiego II, III i IV kadencji.

## Życiorys
Absolwent ekonomii na Uniwersytecie Paryskim, kształcił się także w Instytucie Nauk Politycznych w Paryżu oraz w École nationale d'administration.
Zaangażowany w działalność gaullistowskiego Zgromadzenia na rzecz Republiki, wchodził w skład władz krajowych tego ugrupowania. Od 1968 pracował w administracji rządowej, w latach 70. był dyrektorem w ministerstwie rolnictwa. Zasiadał w radzie departamentu Creuse (1979–1989) oraz w radzie regionu Limousin (1978–1981, 1986–1998).
W latach 1978–1981 był deputowanym do Zgromadzenia Narodowego VI kadencji. Od 1984 do 1999 przez trzy kadencje sprawował mandat posła do Parlamentu Europejskiego. Pełnił w nim m.in. funkcję wiceprzewodniczącego i następnie od 1994 do 1995 przewodniczącego grupy Europejskiego Sojuszu Demokratycznego, później do 1999 kierował frakcją Unia dla Europy. W 1999 powołany w skład Rady Ekonomicznej i Społecznej, której członkiem był do 2010.